# Jachtfonds
Het Jachtfonds was van 1954 tot 2010 een Nederlands zelfstandig bestuursorgaan.

## Geschiedenis
Het Jachtfonds werd ingesteld met de inwerkingtreding van de Jachtwet van 3 november 1954. Per 1 juli 2010 werd het fonds opgeheven en werden verschillende taken overgenomen door het per 2 juli 1999 door de Flora- en faunawet van 25 mei 1998 ingestelde Faunafonds. Het fonds speelde een belangrijke rol in het wildbeheer in Nederland.
Ter gelegenheid van de opheffing van het fonds verscheen een gedenkboek. Dit boek werd gepresenteerd tijdens de opheffingsbijeenkomst van het fonds op 23 februari 2010.

## Taken van het fonds
Door de wet werden aan het fonds drie taken opgelegd:
- de bevordering van de instandhouding van bepaalde wildsoorten;
- het bevorderen van maatregelen ter voorkoming en bestrijding van schade;
- het verlenen van tegemoetkomingen in geleden schade aangericht door in het wild levende dieren, behorende tot beschermde inheemse soorten.